# Reichsgau de Wartheland
El Reichsgau de Wartheland (Reichsgau Wartheland), en un principi anomenat Reichsgau de Posen (Reichsgau Posen), va ser una divisió administrativa de l'Alemanya nazi de 1939 a 1945. Creada a partir del territori polonès annexat al 1939 a l'inici de la Segona Guerra Mundial. Comprenia la regió de la Gran Polònia i les zones adjacents. Parts de Reichsgau coincidien amb l'antiga província prussiana de Posen. El nom derivava del principal riu de la zona, el Warthe (Varta).

## Història
Durant les particions de Polònia a partir de 1793, el gruix de la zona va ser annexat pel Regne de Prússia fins al 1807 com Prússia del Sud. De 1815 a 1849, el territori es trobava dins del Gran Ducat de Posen i posteriorment a la Província de Posen. Després de la Primera Guerra Mundial el territori va passar a la restablerta Segona República Polonesa.
Després de la invasió de Polònia, el territori conquerit de la Gran Polònia es va dividir entre quatre Reichsgaue diferents i l'àrea del Govern General (més a l'est). El Militärbezirk Posen va ser creat al setembre de 1939, i el 8 d'octubre de 1939, annexionat per Alemanya, com Reichsgau Posen, amb l'SS Obergruppenführer Arthur Greiser com l'únic Gauleiter. El nom Reichsgau de Wartheland va ser introduït el 29 de gener de 1940.
El territori estava habitat predominantment pels polonesos ètnics amb una minoria alemanya del 16,7% el 1921, i els jueus polonesos, la majoria dels quals van ser empresonats al gueto de Łódź eventualment, i posteriorment molts van ser exterminats a Camp d'extermini de Chełmno durant els següents dos anys.
El Gauleiter Arthur Greiser, després de la seva nominació per Heinrich Himmler, es va embarcar en un programa de eliminació completa dels ciutadans polonesos. El pla també va suposar la reinstauració d'alemanys ètnics del Bàltic i d'altres regions, en explotacions i habitatges antigament propietat de polonesos i jueus. També va autoritzar l'operació clandestina d'exterminar 100.000 jueus polonesos (aproximadament una tercera part de la població jueva de Wartheland), en el procés de la completa "germanització" de la regió. En el primer any de la Segona Guerra Mundial, uns 630.000 polonesos i jueus van ser separats per força de Wartheland i transportats al Govern General ocupat (més de 70.000 només de Poznań) en una sèrie d'operacions anomenades Kleine Planung que abasta la major part de territoris polonesos annexats per Alemanya aproximadament al mateix temps.
El 1945 gairebé mig milió de Volksdeutsche alemanys havien estat reubicats només a Warthegau entre les àrees annexades per l'Alemanya nazi, mentre que les forces soviètiques van començar a impulsar les forces nazis retirades a través de les terres poloneses. La majoria dels residents alemanys, juntament amb més d'un milió de colons, van fugir cap a l'oest. Alguns no ho van fer, a causa de les restriccions del propi govern d'Alemanya i l'exèrcit roig que avançava ràpidament. S'estima que 50.000 refugiats van morir a causa de les severes condicions hivernals, altres com a atrocitats de guerra comeses per l'exèrcit soviètic. La resta de la població ètnicament alemanya va ser expulsada a la nova Alemanya després de la guerra.
Després de la guerra el territori va passar a la República Popular de Polònia i actualment, la zona forma el Voivodat de Gran Polònia.

## Divisió administrativa

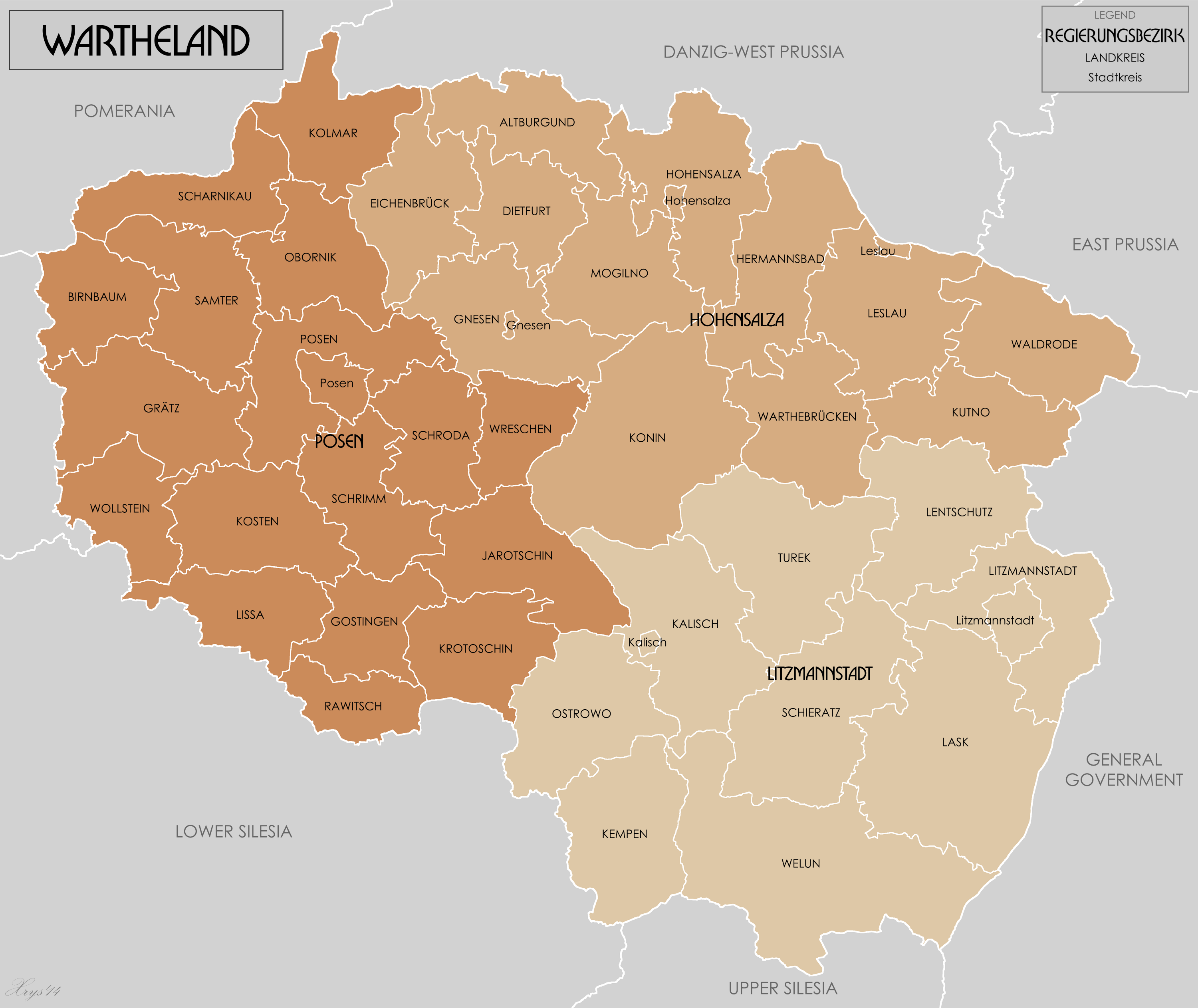
Divisió administrativa del Reichsgau

El Reichsgau de Danzig-Prússia Occidental es va dividir en tres regions governamentals (Regierungsbezirke).
Regierungsbezirk Hohensalza
- Districtes urbans (Stadtkreise)

1. Gnesen
2. Hohensalza
3. Leslau

- Districtes rurals (Landkreise)

1. Districte d'Altburgund
2. Districte de Dietfurt
3. Districte d'Eichenbrück
4. Districte de Gnesen
5. Districte de Hermannsbad
6. Districte de Hohensalza
7. Districte de Konin
8. Districte de Kutno
9. Districte de Leslau
10. Districte de Mogilno
11. Districte de Waldrode
12. Districte de Warthbrücken

Regierungsbezirk Litzmannstadt
- Districte urbà (Stadtkreise)

1. Kalisch
2. Litzmannstadt

- Districtes rurals (Landkreise)

1. Districte de Kalisch
2. Districte de Kempen
3. Districte de Lask
4. Districte de Lentschütz
5. Districte de Litzmannstadt
6. Districte d'Ostrowo
7. Districte de Schieratz
8. Districte de Turek
9. Districte de Welun

Regierungsbezirk Posen
- Districte urbà (Stadtkreise)

1. Posen

- Districtes rurals (Landkreise)

1. Districte de Birnbaum
2. Districte de Gostingen
3. Districte de Grätz
4. Districte de Jarotschin
5. Districte de Kolmar in Posen
6. Districte de Kosten
7. Districte de Krotoschin
8. Districte de Lissa
9. Districte d'Obornik
10. Districte de Posen
11. Districte de Rawitsch
12. Districte de Samter
13. Districte de Scharnikau
14. Districte de Schrimm
15. Districte de Schroda
16. Districte de Wollstein
17. Districte de Wreschen